# Patrick McCarthy
Patrick "Pat" McCarthy (sinh ngày 4 tháng 12 năm 1954 tại Canada) là võ sư karate người Úc. Ông hiện là Huyền đai cửu đẳng Karate, được tổ chức Dai Nippon Butoku Kai trao tặng danh hiệu Hanshi (một danh hiệu chỉ dành cho các võ sư 8 đẳng trở lên) và là một trong những số ít võ sư không phải người châu Á có thứ bậc đẳng cấp cao nhất tại phương Tây.
McCarthy bắt đầu karate từ năm 10 tuổi. Sau đó, ông đã dành nhiều năm nghiên cứu sâu về lịch sử của Karate Okinawa và nguồn gốc của nó từ võ thuật Trung Quốc. Trong quá trình nghiên cứu này, ông đã sống vài năm ở Trung Quốc và Nhật Bản, học ở đó dưới nhiều bậc đại sư khác nhau và xuất bản một số cuốn sách, bao gồm một bản dịch chú thích của Bubishi. Từ những kết quả nghiên cứu đó, McCarthy đã hình thành nên một môn phái karate riêng, lấy tên gọi là Koryū Uchinādi Kenpo-jutsu, thường được gọi tắt là Koryū Uchinādi.
Hiện tại, McCarthy là võ sư đầu tiên được Chính phủ Úc bổ nhiệm làm Giám đốc Hiệp hội nghiên cứu Ryu Kyu Karate quốc tế (International Ryu Kyu Karate Research Society - IRKRS)

## Tác phẩm
- McCarthy, Patrick (2008). Bubishi. The classic manual of combat (bằng tiếng Anh). Tokyo: Tuttle Publishing. ISBN 978-0-8048-3828-3.
- McCarthy, Patrick (1999). Ancient Okinawan martial arts. Koryu Uchinadi (bằng tiếng Anh). Boston: Tuttle Publishing. ISBN 0-8048-2093-7.